# Il leone (romanzo)
Il leone è un romanzo giallo del 2010 scritto da Nelson DeMille.
Ha come protagonista John Corey.
Il libro è stato tradotto in venti lingue. In Italia è uscito nel 2011.

## Trama
L'azione si svolge tre anni dopo gli eventi narrati ne L'ora del leone.
John Corey, ex poliziotto ora membro dell'Anti-Terrorist Task Force, era andato all'inseguimento dello lo spietato terrorista libico Asad Khalil, meglio conosciuto come "il Leone" senza poterlo fermare. Tre anni dopo Corey non ha dimenticato le terribili minacce che il terrorista gli ha rivolto e ora l'incubo si riaffaccia prepotentemente nella sua vita. Quando la sua collega, divenuta sua moglie, Kate Mayfield, avvocato dell'FBI con l'hobby del paracadutismo, viene aggredita da un uomo durante un lancio, Corey sa immediatamente di chi si tratta. 
Il Leone è tornato per portare a termine la sua missione, e questo è solo l'inizio. Durante un bombardamento aereo su Tripoli deciso dal presidente Reagan nel 1986, la famiglia di Khalil era stata sterminata. 
Da quel momento la vendetta è il suo unico scopo, sia nei confronti degli uomini direttamente coinvolti in quella tragica vicenda, sia verso gli Stati Uniti, un paese che disprezza profondamente. 
Sebbene i suoi obiettivi siano noti, nessuno riesce a prevenire le mosse di questo assassino che, senza lasciare indizi utili, elimina ferocemente una dopo l'altra non solo le sue vittime ma anche i suoi complici, per non lasciare tracce. Le ricerche si fanno sempre più serrate, ma il Leone riesce sempre a sfuggire ai suoi inseguitori e la scia di sangue non sembra esaurirsi. Nessuno sa come fa a muoversi così agevolmente sul suolo americano e chi lo aiuta. In questo clima di sospetti e paure, le ipotesi più inquietanti prendono corpo nella mente di Corey, fino al momento dell'ultima sfida.

## Edizioni in italiano
- Nelson DeMille, Il leone, traduzione di Annamaria Raffo, Mondadori, Milano 2011